# Lodewijk (voornaam)
Lodewijk is een jongensnaam van Germaanse origine. Het was de naam van vele Europese koningen. Vooral Clovis, Lodewijk de Vrome en Lodewijk de Heilige hebben in de Middeleeuwen veel bijgedragen aan de populariteit van deze naam.
Vrouwelijke vormen van Lodewijk zijn onder meer Lodevika en Lodewijntje. Daarnaast zijn er diverse vrouwelijke vormen afgeleid van de varianten in andere talen (zie onder), zoals Louise en Louisa, beide van Louis.

## Oude vormen en betekenis
Oude (Frankische) vormen van Lodewijk zijn Chlodowech, Chlodovech en Chlodowig. De gelatiniseerde varianten Ludovicus en Clovis hebben ook invloed gehad op de ontwikkeling van de moderne vormen.
Over de oorspronkelijke betekenis van de naam bestaat enige onduidelijkheid. Traditioneel wordt 'roemvolle krijgsheld' als betekenis genoemd, samengesteld uit de stammen chlod = glorie (verwant aan 'luid', dus te lezen als 'van wie veel gehoord wordt') en wech = strijd(er). Vermoedelijk betekende chlod in dit geval echter 'buit', waardoor de naam dus veeleer 'strijder om buit' zou betekenen. Onder invloed van de stam lud- (vrij) zou ook 'vrije strijder' een mogelijke vertaling zijn.

## Varianten in andere talen
- Frans: Louis, Ludovic, Lou, Clovis
- Duits: Ludwig
- Engels: Ludwig, Lewis, Lou
- Italiaans: Ludovico, Ludo, Luigi
- Spaans: Luis
- Portugees: Luís
- Pools: Ludwik
- Tsjechisch: Ludvik
- Slowaaks: Ľudovít
- Latijn: Clovis, Ludovicus
- Noors: Ludvig, Ludvik
- Nedersaksisch: Lodewiek, Lodewyk
- Nederlands: Lodewijk, Lowie,  Lewie, Wie( Limburgs),
- Zweeds: Ludvig
- Fries: Lieuwe, Lolle
- Limburgs: Lowie, Lewie, Wie

## Bekende naamdragers
Zie het uitklapmenu hieronder voor meer namen.

### Vorsten en edelen
- Merovingische vorsten
  - Chlodovech of Clovis I (c. 466-511)
  - Clovis II (637–655/658)
  - Clovis III ( -676)
  - Clovis IV  (682-695)
- koningen van Frankrijk
  - Lodewijk I de Vrome (776-840), onder andere keizer van het Heilige Roomse Rijk
  - Lodewijk II de Stamelaar (846-879)
  - Lodewijk III (863/865-882)
  - Lodewijk IV van Overzee (920–954)
  - Lodewijk V de Doeniet (966/967-987)
  - Lodewijk VI de Dikke (1081–1137)
  - Lodewijk VII de Jongere  (1120-1180)
  - Lodewijk VIII de Leeuw (1187–1226)
  - Lodewijk IX de Heilige (1214-1270)
  - Lodewijk X de Twister (1289-1316)
  - Lodewijk XI  (1423–1483)
  - Lodewijk XII  (1462–1515)
  - Lodewijk XIII de Rechtvaardige (1601-1643)
  - Lodewijk XIV de Zonnekoning (1638–1715)
  - Lodewijk XV de Geliefde (1710-1774)
  - Lodewijk XVI (1754-1793)
  - Lodewijk XVII (1785–1795)
  - Lodewijk XVIII (1755–1824)
  - Louis Philippe, de burgerkoning (1773–1850)
- Lodewijk van Frankrijk (1661-1711), dauphin (kroonprins) van Frankrijk
- Lodewijk van Frankrijk (1729-1765), dauphin van Frankrijk
- Lodewijk de Duitser (806-876), koning van Oost-Frankenland en Lotharingen
- Lodewijk II van Hongarije (1506-1526), ook bekend als Lodewijk van Bohemen
- Lodewijk van Brugge (1422-1492), heer van Gruuthuse
- Lodewijk van Frankrijk (1751-1761), hertog van Bourgondië
- Lodewijk van Male (1330-1384), graaf van Vlaanderen
- Lodewijk Napoleon Bonaparte (1778-1846), koning van Holland 1806-1810

### Andere personen
- Luigi Cherubini (1760-1842), Italiaans componist
- Ludovicus, Luis of Lodewijk Beltrán (1526-1581), Spaanse katholieke heilige, dominicaanse prediker in Zuid-Amerika
- Lodewijk Asscher (1974), Nederlands politicus
- Lodewijk van den Berg (1932), Nederlands-Amerikaans chemicus en ruimtevaarder
- Lodewijk Brouwers (1901-1997), Vlaams priester, historicus en lexicograaf
- Lodewijk Crijns (1970), Nederlands filmregisseur
- Lodewijk De Wolf (1876-1929), West-Vlaams priester en historicus
- Lodewijk van Deyssel (1864-1952), Nederlands schrijver (pseudoniem van Karel Joan Lodewijk Alberdingk Thijm)
- Lodewijk Duymaer van Twist (1865-1961), Nederlands anti-revolutionair politicus
- Lodewijk Elsevier (1546/1547–1617), boekdrukker in Antwerpen en Leiden
- Lodewijk Gebraad (1894-1980), gereformeerd predikant in Zeeland
- Lodewijk Hoekstra (1976), Nederlands tuinman en televisiepresentator
- Lodewijk Meeter (1915-2006), skûtsjeschipper
- Lodewijk van Mierop (1870-1930), christen-anarchist in Nederland
- Lodewijk Mortelmans (1868-1952), Belgisch musicus en componist
- Lodewijk Pincoffs (1827-1911), Rotterdams zakenman
- Lodewijk Prins (1913-1999), Nederlands schaakgrootmeester
- Lodewijk de Raet (1870-1914), Belgisch econoom en Vlaamsgezind politicus
- Lodewijk Roelandt (1786-1864), Belgisch architect
- Lodewijk Scharpé (1869-1935), Belgisch neerlandicus en flamingant
- Lodewijk Schelfhout (1881-1943), Nederlands kunstschilder
- Lodewijk Thomson (1869-1914), Nederlands militair en politicus
- Lodewijk Caspar Valckenaer (Ludovicus Casparus Valckenarius, 1715-1785), Nederlands classicus, hoogleraar Grieks
- Lodewijk Ernst Visser (1871-1942), Nederlands jurist, president van de Hoge Raad, verzette zich tegen de Jodenvervolging
- Lodewijk de Waal (1950), Nederlands vakbondsleider (FNV)
- Lodewijk Ypma (1823-1887), Nederlands orgelbouwer